# 丹後山
丹後山（たんごやま）は、新潟県南魚沼市と群馬県利根郡みなかみ町との県境に位置する山で、中央分水嶺上にあり、標高は1,808.5メートルである。ぐんま百名山で、利根川水源碑
を経由して大水上山、兎岳、中ノ岳、越後駒ヶ岳への縦走登山ルートでもある。

## 概要
標高こそ2,000メートルに満たないが、登山道は終始傾斜がきつく山頂付近まで6時間前後もひたすら急登を強いられる。登山道である三国川の奥から山頂へ続く急峻な尾根は土地の古くからの呼び名で「カモエダズンネ(鴨枝尾根)」と呼ばれ、特に登山口から二合目までは絶壁のような直登の登山道が連続する。豪雪地帯に位置するため森林限界は低く八合目の手前あたり(標高1,700メートル付近)から樹木はなくなり、八合目を超えると傾斜は緩やかになり一面笹(チシマザサ)に覆われた山容になり、九合目で中央分水嶺の稜線に出るとほどなくして山頂となる。山頂の100メートルほど手前に避難小屋（丹後山避難小屋）がある。
労力は要するものの登山道は程良く手入れされているので登山に慣れているのであれば特に危険という箇所はほとんどないが、水場がほぼないので相応の飲料水を携行する必要がある。
山頂周囲は光源・遮蔽物がなく比較的平坦で空気が澄んでいるので登山だけではなく天体観測にも適しているようである。

## 山名の由来
上州の奥地および越後地方にありながら「丹後」と称する不思議な山名の由来は諸説あり定かではないので推測の域を超えないが、平坦で高い山を意味する「たんこう」が訛ったとする説、山頂付近の一面笹に覆われた緑色のたおやかな丸い容姿から「団子」を連想させ、それが訛ったとする説、同じく丸い山容から「たんこぶ」が訛ったのではないかといったものまである。いずれにしても上記は色々な言い伝え等によるもので確定的な文献は今のところない。

## 登山ルート
- 十字峡登山センター（南魚沼市清水瀬663番地4:標高450メートル）[10]から三国川沿いの林道を徒歩で約50分のところにある丹後山登山口から山頂まで約5時間。水場は登山口手前の栃ノ木橋附近の沢水のみ。
- 十字峡登山センターから中ノ岳～丹後山縦走登山で約9時間。

## 周辺の山々
- 大水上山・兎岳・中ノ岳
- 越後沢山 ・本谷山・下津川山・小沢岳・三ツ石山・牛ヶ岳・巻機山

## 河川
丹後山が源流の河川
- 丹後沢(新潟県)
- 丹後沢(群馬県)
- 丹後沢コボラ(群馬県)
- 深沢(群馬県)
- 東沢(新潟県)　三国川支流

関連する河川
- 利根川
- 三国川

## アクセス
- 車:関越自動車道六日町インターチェンジより、新潟県道233号落合六日町線を三国川ダムから十字峡登山センターまで、車で約40分。タクシーでは上越線六日町駅から約30分、7,500円前後。
- バス:南越後観光バスで六日町駅から野中（三国川ダム下）まで約30分、十字峡登山センターまで徒歩約2時間。